# 北極二
北極二，又稱帝星或小熊座β（β Ursae Minoris、縮寫為 Beta UMi, β UMi），英文名 Kochab， 是小熊座的第二亮星，仅稍暗于现在的北极星勾陈一。北极二距离北极星16度，视星等2.08。经由依巴谷卫星的视差测量，该星距离太阳约130光年。
业余天文学家可以用北极二作为校准望远镜的精准指引，因为北天极位于距北极星43角分的地方，非常接近勾陈一与北极二的连线上。

## 特性
该星是一个恒星分类K4III的巨星，比太阳亮480倍，北极二已经膨胀到45倍太阳半径。表面温度4030K，散发出橙色调的光芒。
根据恒星演化的模型，估计该星质量大约是2.2太阳。利用干涉测量术测出该星的半径和光谱确定的表面引力得出2.5太阳质量。该星以大约4.6天的周期进行光度变化，星震的频率和恒星的质量息息相关。据此，推算出更低的1.3倍太阳质量。
北極二和鄰近的北極一，在公元前1,500至公元500年間一起成为當時的北極星。两者都没有和现今的北极星一样靠近北天极。由於歲差的原因，在這之前的北極星是右樞，之後則是勾陳一。（北極星會因為地球自轉軸的進動而不停地更換）

### 行星
估计年龄大约29.5亿年，误差10亿年，北极二拥有一个6.1木星质量，轨道周期522天的行星。
| 成員 (依恆星距離) | 质量          | 半長軸 (AU) | 轨道周期 (天) | 離心率      | 傾角 | 半径 |
| ----------------- | ------------- | ----------- | ------------- | ----------- | ---- | ---- |
| b                 | ≥6.1 ± 1.0 MJ | 1.4 ± 0.1   | 522.3 ± 2.7   | 0.19 ± 0.02 | —    | —    |